# 三項軍購案

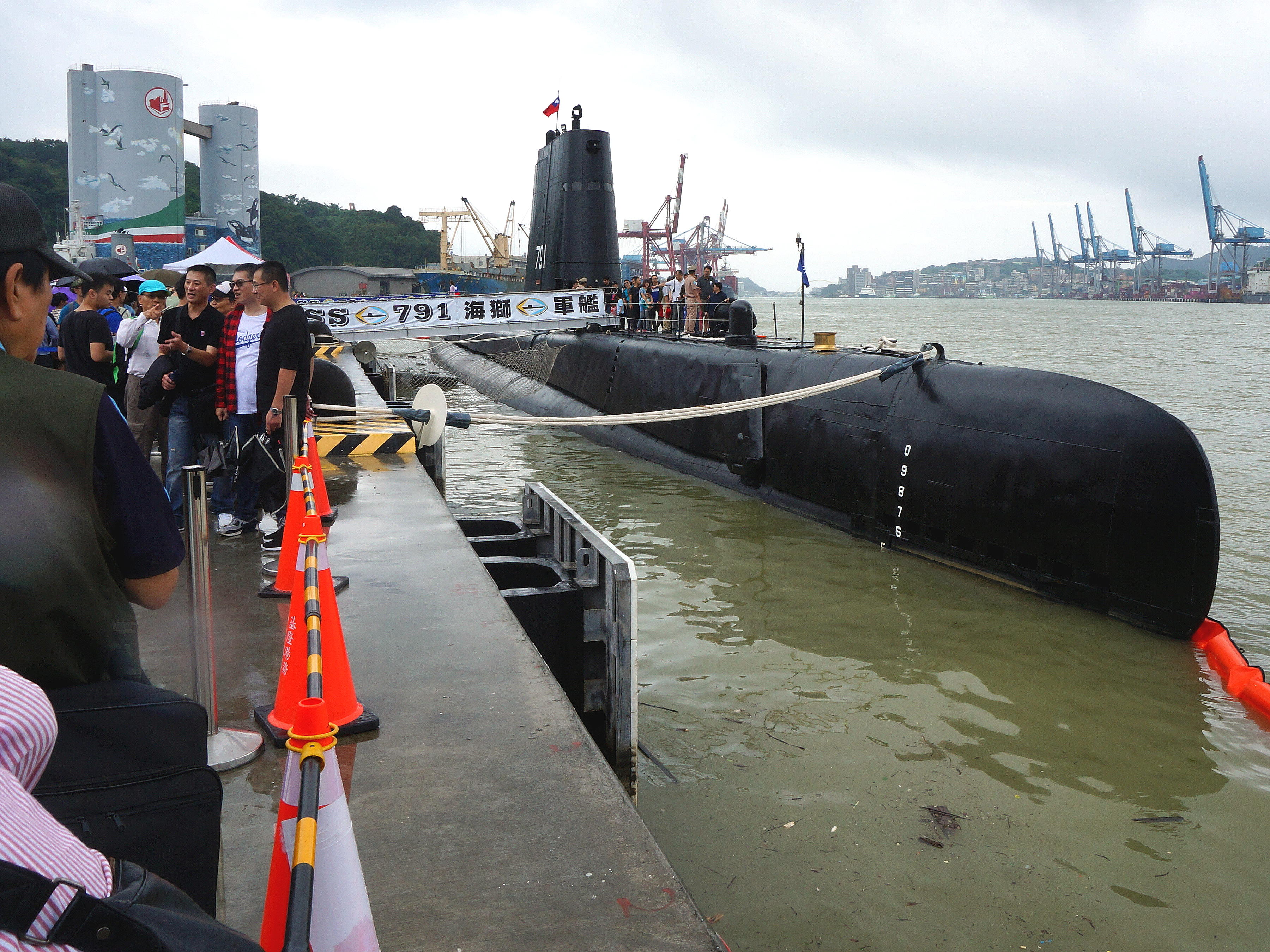
海獅號潛艇在首次服役，是全球最老舊的現役潛艦，因為三項軍購案的潛艦項目在立法院遭泛藍陣營杯葛，該艦得不到新艦替換，至今仍要維持現役

重大軍事採購條例法案，又稱三項軍購案、6108億軍購案、或簡稱6,000億軍購，是時任中華民國總統陳水扁任內中華民國政府推動的重大對美國軍事採購案，包括採購愛國者三型飛彈、P-3C長程定翼反潛機以及柴電潛艦等三項軍事防衛裝備，故稱三項軍購案；軍購案總費用為180億美元（6,108億台幣），其中八艘潛艦是中華民國經多年爭取後美國首次同意出售的裝備，成為三項軍購案的核心項目，中華民國海軍將這次潛艦採購計劃名為「光華八號」，期望購得八艘新潛艦後可更換兩艘在二戰時期已服役的（海獅號、海豹號）潛艦並擴充潛艦部隊，軍購案如獲得通過首艘潛艦可於2013年交付台灣，但其時的第五屆及第六屆立法院以中國國民黨及親民黨為首的泛藍陣營佔過半數，軍購案被在野的泛藍陣營退回及杯葛達69次，陳水扁政府惟有向泛藍陣營讓步，軍購案在國民黨主導下遭到大量刪削，立法院雖於2007年通過軍購案，但預算被大幅刪減至99億台幣，只通過反潛機的預算，柴電潛艦及大部分愛國者飛彈的預算被刪除，其後由國民黨執政的馬英九政府再次尋求美國政府軍售潛艦，但此時美國方面擱置出售潛艦的項目。為替換老舊潛艦，中華民國海軍啟動被認為是高風險及難度甚高的潛艦國造項目，國民黨馬英九執政時期推動潛艦國造，完成潛艦設計、預算建案，民進黨蔡英文推動海昌計劃建造海鯤級潛艦。

## 歷史

### 美國布希政府同意出售潛艦

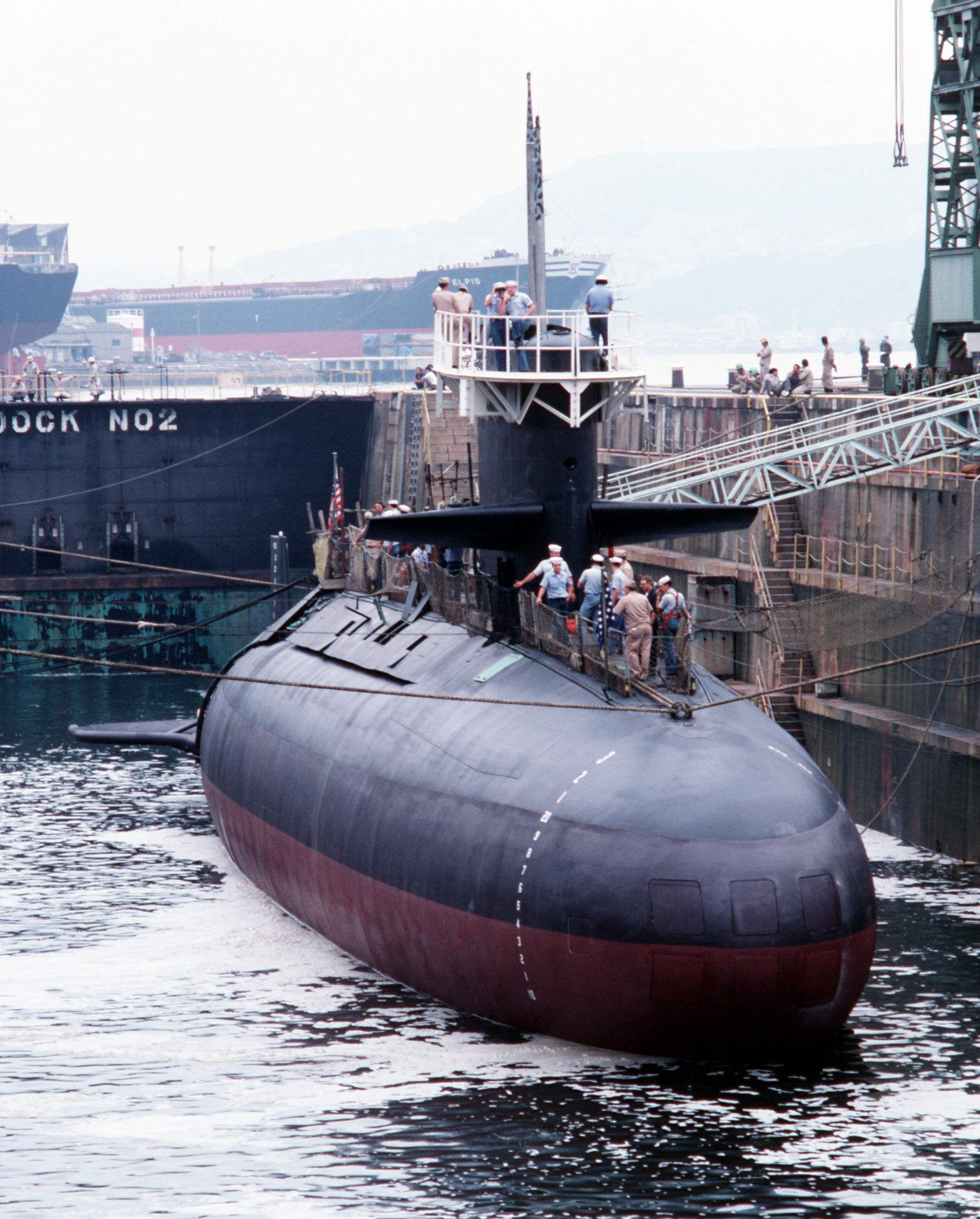
美國海軍的白魚級潛艇，雖然在1959年服役，但其淚滴型艦體設計對後來建造的潛艦影響深遠，荷蘭海軍旗魚級及中華民國海軍劍龍級潛艦也是參考白魚級發展而成，在三項軍購案中的潛艦採購案，如果從歐洲取得現成潛艦設計不順利，美國計劃採用白魚級為藍本配合新型聲納及作戰系統等裝備，為台灣開發新型柴電潛艦

2001年，乔治·沃克·布什就任美國總統，在2002年批准對台灣出售8艘柴電潛艦、12架P-3C反潛機、6套愛國者三型飛彈；同年又批准出售200輛M1A2戰車。2002年12月美國海軍第一次簡報中提出八艘潛艦初步報價117億美元（4,090億台幣），2003年1月17日，美國海軍正式向台灣提交獨立價格評估（Independent Cost Estimate，ICE）粗略估算八艘潛艦耗資105億美元。隨後在2003年11月，美國海軍再度向台灣報價，八艘潛艦的設計、整合、建造工作連同裝備、相關後勤設施、人員訓練費用需要110億美元（3,800億台幣）。因為美國自1960年代起就沒有建造柴電動力潛艦，歐洲國家面對中國壓力不會同意出售，而美國海軍實施全核動力潛艦生產政策，不希望境內設立柴電潛艦生產線，避免美國國會要求使用造價較低廉的柴電潛艦代替部分核動力潛艦，不過美國方面為了中華民國的潛艦需求，故此當時有兩個方案，其一是從歐洲國家獲取現成的柴電潛艦設計再於美國船廠建造，這個方案的優點是獲得潛艦的時程最快，台灣通過軍購案後可於第五年交付新潛艦，但歐洲國家在中國壓力下未必會提供現有潛艦的設計，另一方案是使用美國海軍白魚級潛艇的設計改良為新型柴電潛艦，或者由美國軍工企業為台灣開發全新的柴電潛艦，由於不受第三國提供潛艦設計的影響，可大幅削弱中國施壓的作用，但因為白魚級是1950年代開發的潛艦，配合新裝備便要對原設計作頗多改動，如從新開發也不能使用海軍現有劍龍級潛艦的藍圖，因為荷蘭仍保有知識產權，由於接近從頭設計，所以不論成本及風險都較高。2002年，中華民國國防部對行政院提出這項軍購案，如軍購案獲立法院通過，第一艘潛艦預計可於2013年交付，2019年全部八艘交付完畢。

### 台灣參與潛艦組裝之討論
由於美國已有數十年沒有生產柴電動力攻擊潛艦，須要建立廠房、開設生產線、招募工程師及工人，都須要由台灣出資，又因美國海軍不會買柴電潛艦，外銷的機會也很低，只會為台灣建造八艘，故此價格昂貴。雖然當時在國際上銷售的德國209型潛艇與俄羅斯基洛級潛艇潛艦的單價分別報稱3億美金及2.5億美金，但這些只是淨艦體及固定裝置的基本報價，不包括武器系統、人員訓練及備件等費用，而且聲納、偵搜及戰系等設備是最低效的基礎型，客戶若要修改潛艦的裝備到較新的版本，單價便會有顯著的增加，實際上即使從歐洲直接進口新型的潛艦，一艘也要5億至8億美金，就在台灣朝野因三項軍購案交鋒的時期，馬來西亞於2002年向法國採購了兩艘沒有配置AIP的鮋魚級潛艇，平均單價6.38億美元，還發生鮋魚級潛水艇抽傭案。台灣受制於外交困境，能夠從西歐或俄羅斯的原廠購得全新潛艦的機會甚低。
除了由美國取得及建造潛艦，當年也有立委要求美國技術轉移及在台灣建造八艘潛艦，卻忽視其時的台灣缺乏建造潛艦的技術和硬件，須要額外投入大量資金去先行建設廠房及生產線，並要招募外籍專家及人員提供技術支持。雖然當時台船自行籌組「潛龍計劃」為自建潛艦作前期準備，並且在2002年展示其試造的一小節在潛艦中段的殼體模型，但是該節實驗性的外殼只是用普通鋼板製作，與潛艦殼體使用的HY-80等級鋼板的加工難度相差甚遠，台船當時沒有可加工潛艦壓力殼的曲板機及焊接器材，所以該節試製殼體沒有在海中進行水下測試，而且當時的中鋼也未能生產出用於建造潛艦壓力殼的HY-80等級鋼板，建造潛艦的加工設備及鋼材勢必須要從國外採購，因此即使台灣取得現役潛艦的藍圖在境內建造，所需要的先期投資及面對的風險也極高，就算台灣通過軍購案與美國合作建造，也只能進行最後的組裝工作，將美國船廠造好及運來的船段焊接起來，台灣自造的部分不超過5%，而價格卻額外增加720億台幣，泛藍立委已經反對3,800億台幣的總價，更不可能核准為台船添置建造潛艦器材的額外預算（藍委在2019年也在刪除「潛艦國造」專案中協助台船建立潛艦專用廠區的75.1億台幣預算），故此中華民國海軍傾向通過台美軍售取得潛艦及由美國建造，並由美軍訓練台灣的操作及指揮人員。

### 泛藍杯葛及抵制軍購案

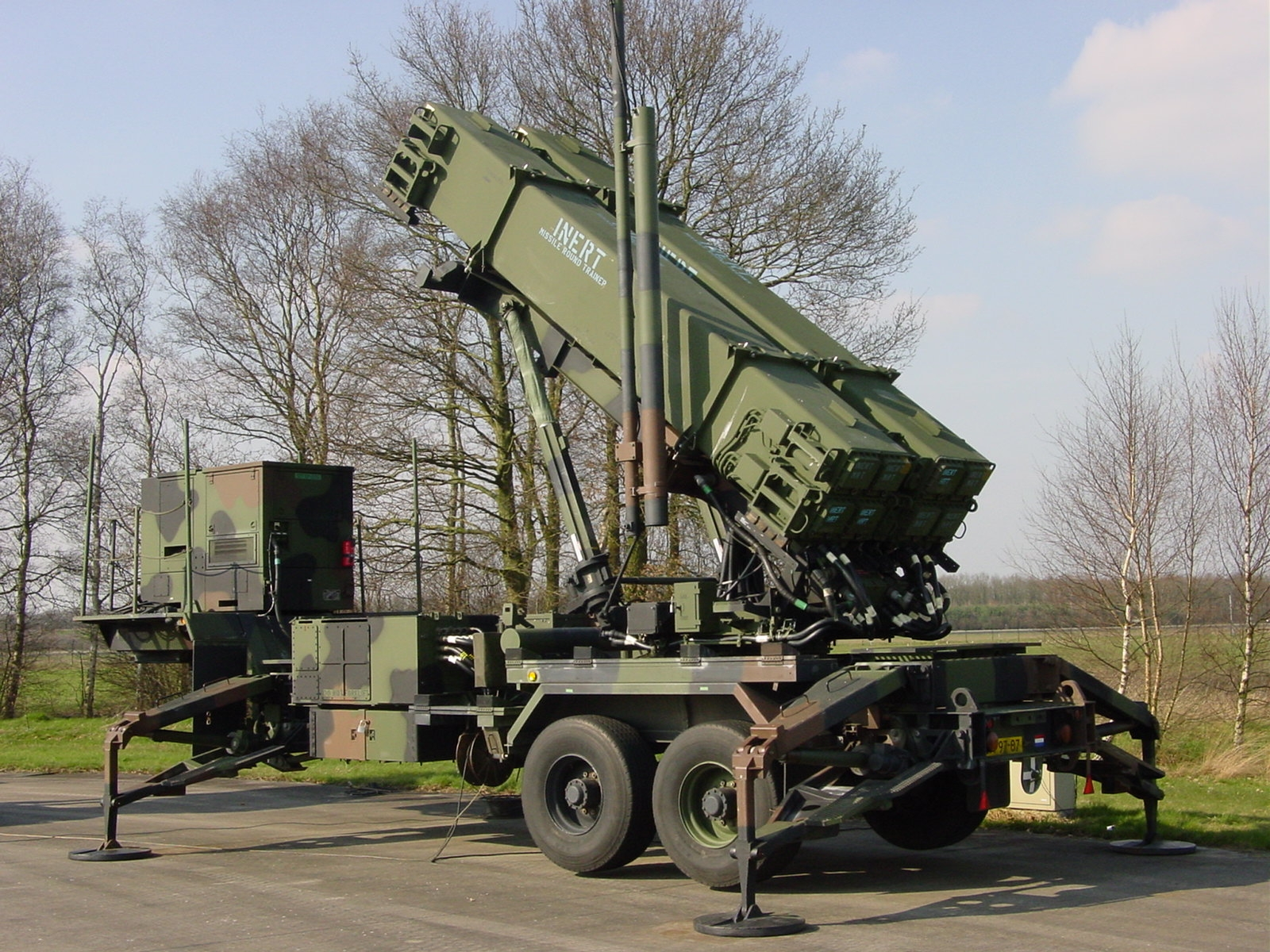
原編列在三項軍購案的六套愛國者三型反飛彈系統的預算被全數刪除，在2007年改為單獨項目進行黨團協商後，先購買四套

美國在2001年首次同意向台灣出售這類軍備，中華民國行政院在2004年編列特別財政預算案。2004年6月，行政院向中華民國立法院提出重大軍事採購條例草案及6,108億元新台幣的軍購特別預算，堅持比照1993年向美國採購F-16戰機及向法國採購幻象2000戰機的「高性能戰機採購案」，採取綑綁表決模式，避免重大軍購項目因為年度預算的政治紛爭，導致無法如期向供應方付款而違約，對後續軍購及台灣的聲譽造成嚴重的負面影響，惟因其時朝小野大，在立法院遭到中國國民黨及親民黨等泛藍在野黨立委否決，泛藍的民間團體如民主行動聯盟、非戰家園行動聯盟等亦裡應外合發起反軍購運動，形成政治鬥爭凌駕國防專業的態勢。
2005年2月22日，時任中華民國國防部部長李傑在新春餐敘時提出在下一屆立法院會期推動三項軍購將會取消潛艦國造與國內配合款，將預算下修至4,800億元，但在開議後與在野黨團拜會後仍無未達成共識。2005年8月，行政院正式將提出之特別預算下修至4,800億元，但這項軍購案仍然遭到泛藍陣營立委的杯葛。2004年至2006年間，已刪減款額的軍購案在立法院程序委員會依然遭到中國國民黨及親民黨為主的泛藍立委退回達69次。
美國方面在台灣立法院批出預算受阻後，曾經提議台灣海軍改為採購義大利海軍的八艘掃羅級潛艇，當中的兩艘掃羅級已從義大利海軍除役，其餘六艘現役的掃羅級如有買家接手，義大利海軍可將潛艦提早除役及移交，台灣如同意採購這批二手潛艦，美國可以代購及進行翻新，購買八艘二手潛艦所需的預算肯定比買八艘新造潛艦低廉得多，不過台灣海軍認為掃羅級的前四艘比兩艘劍龍級潛艦更舊，基本設計及性能也沒有比這兩艘荷蘭潛艦好，所以沒有接受這項建議。

### 採購潛艦預算被刪除

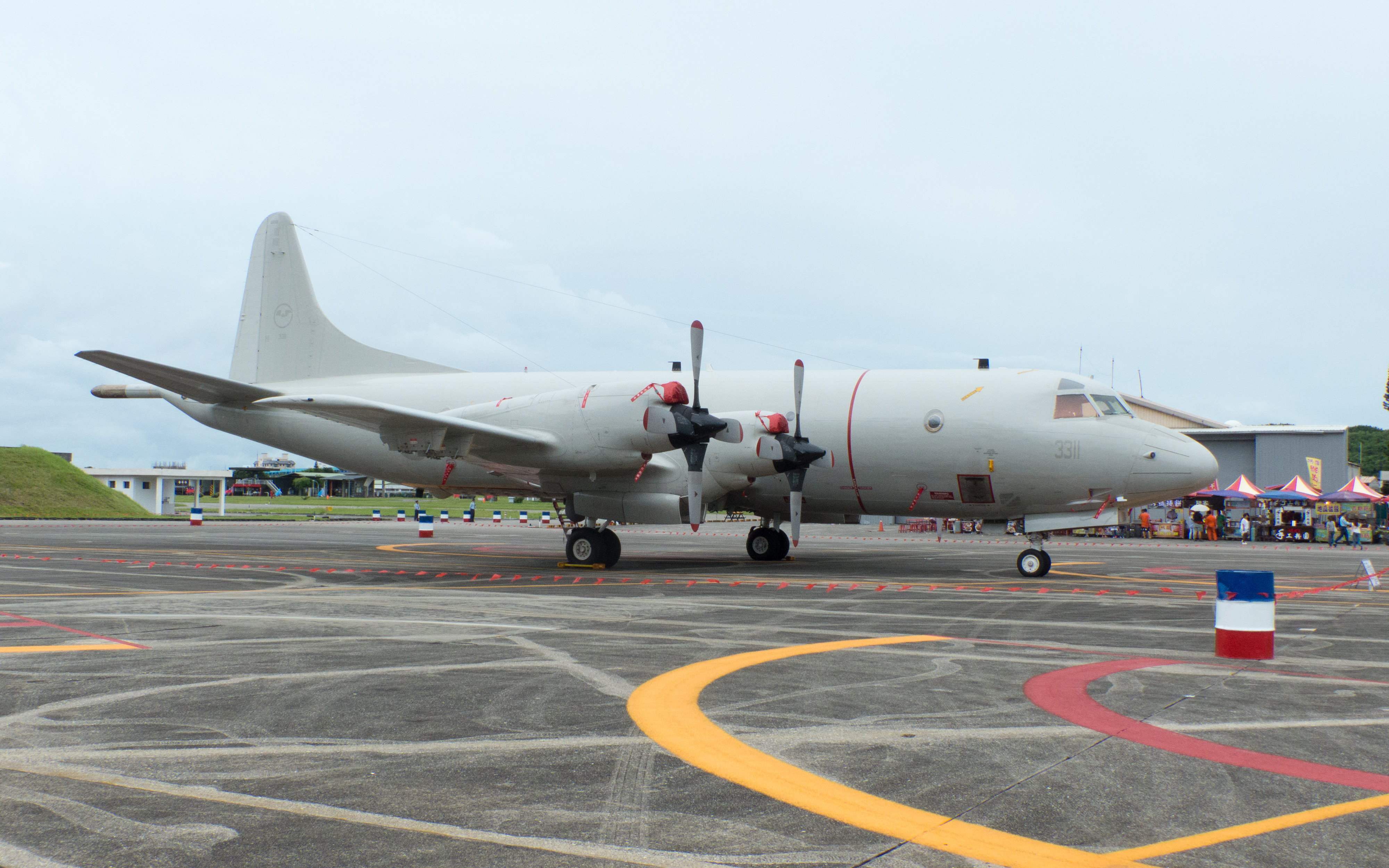
12架P-3C反潛機是三項軍購案唯一全數通過的項目

2006年年初，中國國民黨團同意以年度預算編列軍購案預算，購買潛艦的預算大部份被刪除。第一階段只通過117億元的預算，愛國者二型飛彈升級、P-3C反潛機的預算部分過關，愛國者三型飛彈預算全被刪除。軍購追加預算案63億元，但在無黨籍泛藍立委李敖及高金素梅抵制下，未能通過。中國國民黨與民主進步黨的黨團協商中，同意以年度預算的方式編列軍購案預算，軍購案遂進入委員會審查。
2007年6月，立法院終於通過早於2002年已提交的軍購案，合共新台幣99億餘元，三讀審議的結果，原定用於訂購潛艦的約45億元預算，其中的43億元遭到刪除，僅通過2億元的可行性評估費；反潛機採購預算61億元全數通過；愛國者三型飛彈採購預算113億元被全數刪除，僅通過愛國者二型升級預算約35億餘元。2007年12月，立法院長王金平再次召集朝野黨團繼續協商，同意以「凍結預算三分之一」方式，通過購買「愛國者三型飛彈系統」的部分預算（即六套系統預算，先通過四套預算，凍結兩套）；至於三項軍購案中，經費最龐大的八艘「柴電潛艦」，朝野兩大黨也達成共識，即同意暫時通過20億元的評估費用。至此，三項重大軍事採購案在拖延5年後才有「兩大項」通過，「柴電潛艦」則如同被無限期擱置。三項軍購案中的（神鷗專案），經過檢整翻修暨性能升級的中古12架P-3C反潛機，第一架於2013年9月25日飛抵國門，屬於（疾鋒專案）的4套愛國者飛彈發射組與330枚愛國者PAC-3型飛彈於2013年11月開始交付。

### 後續發展
在陳水扁總統時代，泛藍陣營的中國國民黨及親民黨立委封殺潛艦採購案，到2008年國民黨馬英九政府上任後卻重啟軍購談判及要求美國出售潛艦，但歐巴馬在2009年接任美國總統後便擱置了潛艦出售案。2014年1月9日，中華民國海軍司令部公開表示潛艦兵力嚴重不足，當中的兩艘二戰時期潛艦必須得到替換，海軍不能長期等待，提出15年兵力整建願景計劃，包含臺灣自建潛艦的項目。美國國防部官員曾經私下批評稱八艘潛艦是1990年代仍是由國民黨執政的李登輝時期力爭的軍購項目，到2001年美國同意出售八艘潛艦，此時身為在野黨的國民黨卻連續四年杯葛潛艦軍購項目，到2008年國民黨再執政時又回到向美國爭取出售潛艦的原點。長年的反覆作為也導致外界對中華民國國防政策的延續性產生懷疑，雖然在國民黨馬英九政府的後期海軍積極考慮自建潛艦，但是在2015年2月中華民國海軍舉行「潛艦國造系列研討會」時歐美國家的潛艦設備供應商普遍反應消極，美國的主要潛艦廠商更缺席會議，也使得依賴外國技術支持的「潛艦國造」陷入困境，直至蔡英文出任總統後在2016年6月到美國爭取當地政界及潛艦設備供應商支持並得到正面回應，同時進行設計潛艦及籌建潛艦專用廠區的工作，美國及歐洲國家在台灣有實際行動自建潛艦後同意出售潛艦的核心裝備，中華民國的「潛艦國造」才有明確的進展，促成在境內建造海鯤級潛艦。至於在2002年與潛艦採購案同期獲美國政府批准出售的M1A2戰車，也延宕近20年才由蔡英文政府為陸軍籌獲108輛。

## 外部連結
- 楊繼宇〈論三項軍購案〉（页面存档备份，存于）
- 王志鵬〈臺灣建購潛艦的過去、現在與未來：層次分析的觀點〉（页面存档备份，存于）.PDF
- 姜家雄〈小布希總統時期美國對台軍售之研究‐以售台潛艦為例〉（页面存档备份，存于）.PDF